# Лужня (деревня)
Лу́жня (латыш. Lūžņa, лив. Lūž) — ливская деревня в Латвии. Расположена в Таргальской волости Вентспилсского края.
В деревне осталось три дома, в которых проживают четверо жителей.
При царской власти в Лужне находилась артиллерийская батарея.
В Лужне похоронена последняя носительница северного диалекта ливского языка Лизете Шваненберга.
Все в домах Лужни занимались рыболовством и обрабатывали землю. Кто хотел ловить рыбу, мог обойтись только рыбной ловлей. (…) Кто хотел, мог выжить тем, что дает земля, только немного не хватало. (…) Каждый хозяин ловил рыбу для себя. Во время Барона можно было идти в море со столькими лодками, сколько каждый хотел и мог (…). Если у кого-то не было лодки, тогда двое сбрасывались. У кого была лодка, тот давал другому, если договорятся. По большей части расходы и доходы улова делили пополам.Лизете Шваненберга